# رنت-ای-سنتر
رنت-ای-سنتر (انگلیسی: Rent-A-Center) شرکت خرده‌فروشی آمریکایی است، که در سال ۱۹۸۶ تأسیس شد.
رنت-ای-سنتر یک شرکت سهامی عام آمریکایی در زمینهٔ اجاره‌به‌شرط‌تملیک اثاث و الکترونیک است که دفتر مرکزی آن در پلینو، تگزاس قرار دارد. این شرکت در سال ۱۹۸۶ تأسیس شد و تا سال ۲۰۱۴ دارای حدود ۲٬۹۷۲ فروشگاه متعلق به خود در ایالات متحده، پورتوریکو و مکزیک بود که از نظر شمار فروشگاه‌ها، حدود ۳۵٪ از بازار اجاره‌به‌شرط‌تملیک ایالات متحده را در اختیار داشت.
عملیات رنت-ای-سنتر شامل ۲۴ فروشگاه اقساطی با نام «Get It Now» در ویسکانسین و ۱۷ فروشگاه «Home Choice» در مینه‌سوتا است. شرکت تابعهٔ آن، رنت-ای-سنتر Franchising International Inc. (RACFI) که پیش‌تر با نام ColorTyme شناخته می‌شد، نخستین شرکت فرانچایزر فروشگاه‌های اجاره‌به‌شرط‌تملیک مستقل در آمریکا بود. شعب فرانچایزی آن ۱۶۲ فروشگاه در ۳۱ ایالت ایالات متحده تحت برندهای رنت-ای-سنتر و ColorTyme و همچنین برند RimTyme (مختص چرخ و تایر) را در ۳۱ فروشگاه در ۱۳ ایالت اداره می‌کنند.
در سال ۲۰۱۴، مجلهٔ فرچون رنت-ای-سنتر را با رتبهٔ ۷۱۱ در فهرست فرچون ۱۰۰۰ شرکت‌های بزرگ آمریکا (بر پایهٔ درآمد) قرار داد.

## تاریخچه
کسب‌وکار اجاره‌به‌شرط‌تملیک در دههٔ ۱۹۶۰ توسط ارنی تالی در ویچیتا (کانزاس) راه‌اندازی شد، زمانی که به مشتریان فروشگاهش «Mr. T's Rental» گفت که اجاره‌کردن طولانی‌مدت ماشین لباسشویی و خشک‌کن باعث شده که عملاً مالک آن‌ها شده باشند. توماس دولین، یکی از کارکنان پیشین آن فروشگاه، این مدل را گسترش داد و همراه با فرانک بارتون در سال ۱۹۷۳ برند رنت-ای-سنتر را در ویچیتا پایه‌گذاری کرد.

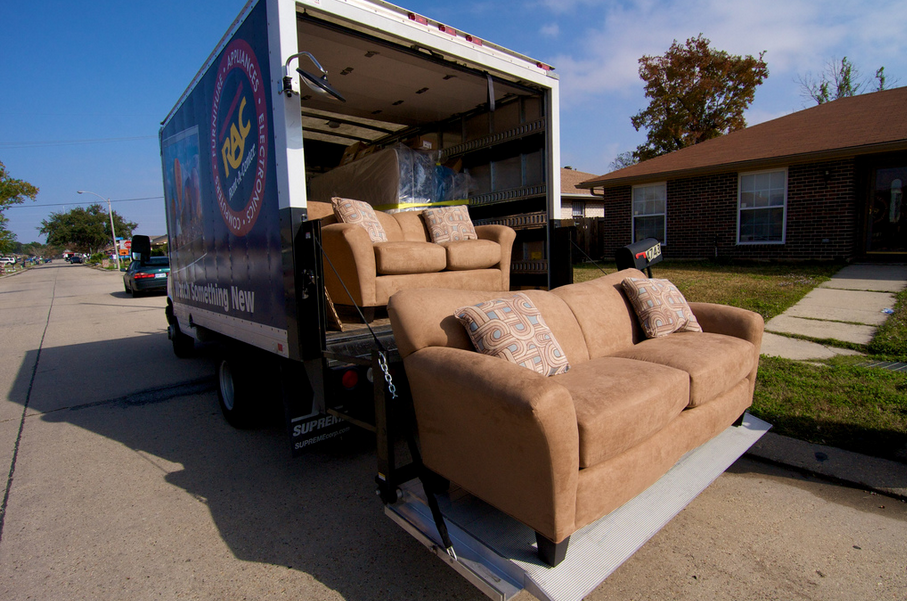
کامیون تحویل رنت-ای-سنتر

مارک اسپیس در سال ۱۹۷۹ به رنت-ای-سنتر پیوست. در سال ۱۹۸۶ او همراه با یکی از همکارانش شرکت Vista Rent-To-Own را به‌عنوان رقیب تأسیس کرد. ارنست تالی نیز در سال ۱۹۸۹ به Vista پیوست و رئیس هیئت‌مدیره شد و در دوران گذار آن به رنت-ای-سنتر در این سمت باقی ماند.
در سال ۱۹۸۷، شرکت Thorn EMI رنت-ای-سنتر را با مبلغ ۵۹۴ میلیون دلار خریداری کرد.
در دسامبر ۱۹۹۳، Vista نام خود را به Renters Choice تغییر داد و ۸۴ فروشگاه از شرکت DEF Investments خریداری کرد.
در سال ۱۹۹۵، Renters Choice با نماد «RCII» در بورس نزدک عرضه عمومی شد.
در اوت ۱۹۹۸، Renters Choice شرکت Thorn Americas را با ۱۴۷۴ فروشگاه در سراسر ایالات متحده خریداری کرد و در پایان سال نام خود را به رنت-ای-سنتر, Inc. تغییر داد.
در سال ۲۰۰۱، تالی بازنشسته شد و اسپیس به ریاست و مدیرعاملی رسید.
در سال‌های بعدی، رنت-ای-سنتر شرکت‌های Rent-Way, Rainbow Rentals و Rent Rite را خریداری کرد و فعالیت خود را در کانادا آغاز کرد. تا سال ۲۰۰۶ با خرید Rent-Way به مبلغ ۶۰۰٫۳ میلیون دلار، شمار فروشگاه‌ها به ۳٬۵۳۵ رسید، اما به دلیل تراکم در برخی بازارها، بین سال‌های ۲۰۰۷ تا ۲۰۰۹ تعداد ۲۸۲ فروشگاه بسته یا ادغام شد.
در سال ۲۰۲۳، نام شرکتی رنت-ای-سنتر به **Upbound Group, Inc. ** تغییر یافت.

## عملیات تجاری

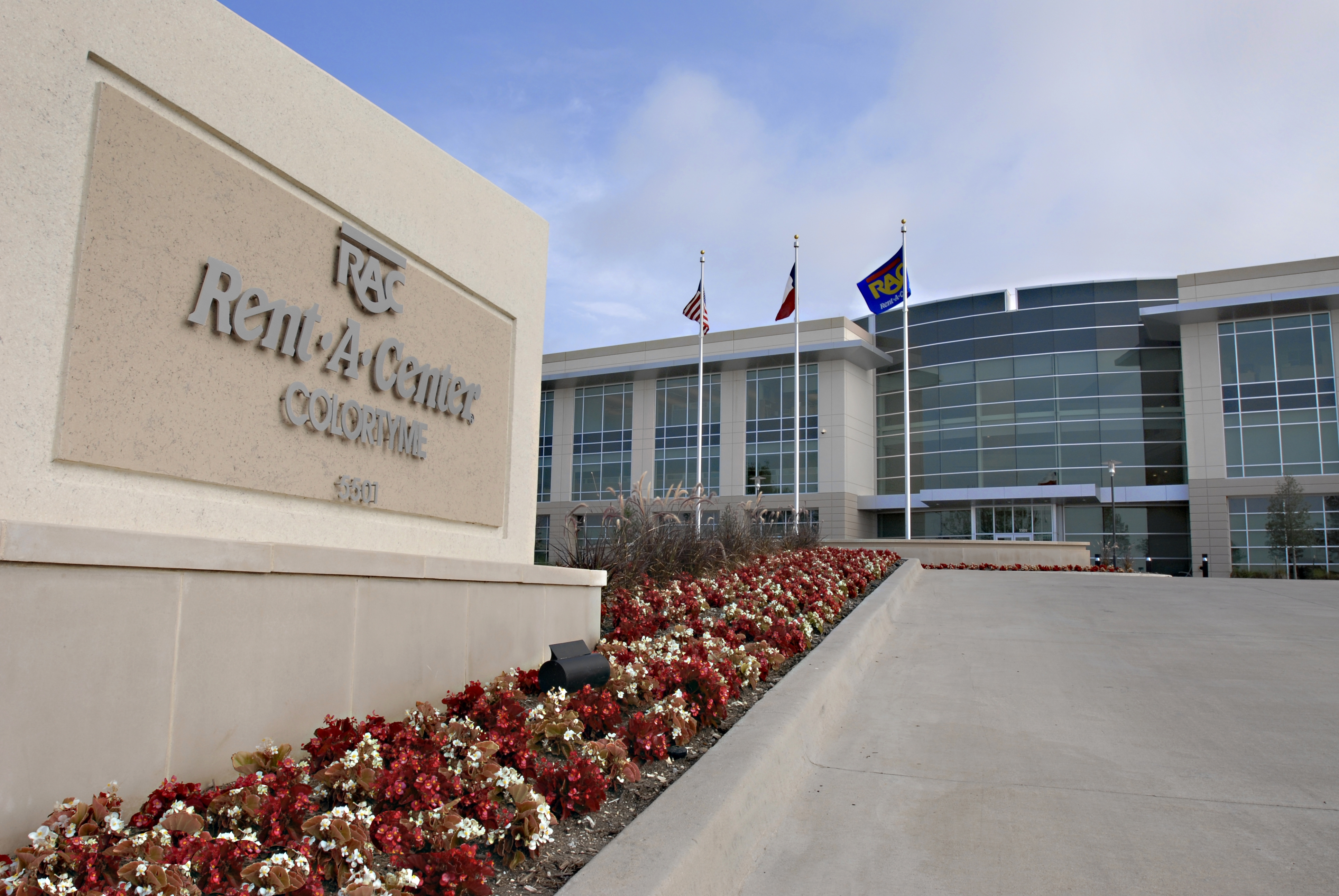
ساختمان مرکزی شرکت در پلینو، تگزاس

رنت-ای-سنتر اثاث نو و کارکرده، لوازم خانگی، رایانه و کالاهای الکترونیک از برندهایی مانند Ashley Furniture، سونی، ویرلپول، دل و اچ‌پی را عرضه می‌کند. مشتریان می‌توانند با پرداخت اولیهٔ اندک و بدون تعهد بلندمدت، کالا اجاره کنند و در صورت تمایل بازگردانند یا ادامهٔ پرداخت را از سر بگیرند. تحویل، جمع‌آوری، خدمات و تعمیر نیز در هزینهٔ اجاره گنجانده شده است.

## فعالیت‌های خیریه
رنت-ای-سنتر از سال ۲۰۰۳ با Big Brothers Big Sisters of America همکاری کرده و از طریق برنامه‌های مختلف به Boys and Girls Clubs of America، بانک غذا شمال تگزاس و جونیور اچیومنت کمک مالی و کالایی رسانده است.

## بازخورد و دعاوی
در طول فعالیت خود، شرکت با دعاوی متعددی در زمینه‌های حمایت از مصرف‌کننده، تبعیض جنسیتی، و تبلیغات گمراه‌کننده در ایالت‌های مختلف از جمله کالیفرنیا و واشینگتن (ایالت) مواجه شده است. در یکی از مهم‌ترین پرونده‌ها، دیوان عالی ایالات متحده آمریکا در سال ۲۰۱۰ رأیی به نفع رنت-ای-سنتر صادر کرد که رویهٔ داوری اجباری را تأیید کرد.

## نام‌های دیگر
در ویسکانسین این شرکت فروشگاه‌های خود را با نام «Get-It-Now!» اداره می‌کند. در مینه‌سوتا نیز با برند «Home Choice» فعالیت می‌کند. همچنین در فروشگاه‌های طرف قرارداد در آمریکا با برندهای AcceptanceNOW و Preferred Lease نیز حضور دارد. در مکزیک، این شرکت با نام RAC (آر-ای-سی) شناخته می‌شود.